# Manoir d'Arif Sarıca
Le Manoir Arif Sarıca (en turc : Moda Arif Sarıca Köşkü) est un manoir de l'époque ottomane à Istanbul, en Turquie. Il a été construit en 1903.

## Contexte
Arif Sarıca, également connu sous le nom d'Arif Pacha, est né sur l'île d'Eubée dans une famille aux racines militaires. Il fut promu au rang de médecin de la cour du sultan ottoman Abdulhamid II (r. 1876-1909) au palais de Yıldız après avoir guéri le sultan. Son frère Ragıp Pacha a servi comme aide de camp du sultan,,.

## Manoir
Le manoir Arif Sarıca, également appelé « Appartement Sarıca », est situé à dans le quartier Moda du district de Kadıköy à Istanbul,. Le quartier Moda à Kadıköy n'est devenu un quartier résidentiel exceptionnel qu'après les années 1870, lorsque les premières familles riches non musulmanes, comme les banquiers Lorando et Tubini, puis les Whittall et les Lafontain, se sont installées en construisant leurs propres manoirs.
Construit en 1903, son architecte était le Grec ottoman C. Pappa. Le bâtiment est situé dans un grand jardin entouré d'un mur de 3 m de haut.
L'entrée monumentale, ornée de quatre colonnes de marbre à chapiteaux ioniques, est accessible depuis la rue par une passerelle en forme de croissant, pavée de mosaïque et aux murs en marbre. Les fenêtres sont recouvertes de stores horizontaux en bois peints en blanc, dits « de type Istanbul », qui peuvent être abaissés et tirés.
Les murs et les plafonds de chaque étage sont décorés de fresques et de moulures de couronnement.

## Histoire
Pendant l'occupation d'Istanbul (1918-1923) par les troupes alliées de la Première Guerre mondiale, les forces britanniques évacuèrent le manoir et le cédèrent aux Arméniens pour qu'il soit utilisé comme école primaire. De nombreux objets du manoir ont été détruits ou perdus pendant les années d'occupation. La famille Sarıca a repris possession du manoir après la libération d'Istanbul après la guerre d'indépendance turque. Le manoir appartient toujours aux petits-enfants de la famille Sarıca. La pianiste de concert Ayşegül Sarıca (née en 1935) réside dans le manoir.